# Magí Sans i Bartomeu
Magí Sans i Bartomeu (Vilanova i la Geltrú, 15 de novembre de 1843 - Vilanova i la Geltrú, 10 de gener de 1918) va ser organista i mestre de capella.

## Biografia
De nen, va ingressar en el cor de la parròquia de Santa Maria de la Geltrú, com a alumne del mestre de capella Jaume Puig. Amb onze anys, va marxar a Barcelona, on va ser auxiliar del mestre Josep Barba, a la parròquia de Santa Maria del Mar i amb ell hi va estudiar piano, orgue i composició. Va tornar al seu poble natal i el 1861 es presentà a oposicions a mestre de capella organista de l'església de Sant Antoni Abat; per bé que no les guanyà, a l'octubre del mateix any ocupà la plaça substituint un dimitit Antoni Oller i Fontanet. Com era de consuetud, romangué en el càrrec fins a la mort. Dirigí una orquestra pròpia, que amb el malnom d'els joves competí a l'escena vilanovina amb les orquestres del mestre de capella Jaume Puig (Els vells) i la d'Antoni Urgellès (Els vius). Durant molts anys va desenvolupar una intensa activitat pedagògica: entre els seus alumnes hi hagué Juli Garreta, Francesc Montserrat Ayarbe, Francesc Toldrà, Josep Olivella i d'altres, com el seu propi fill, Valentí Sans, que el va succeir en el càrrec. Publicà un mètode per a orgue (Tratado Teórico Práctico del Órgano, 1896) i reculls de cançons populars.

## Obra

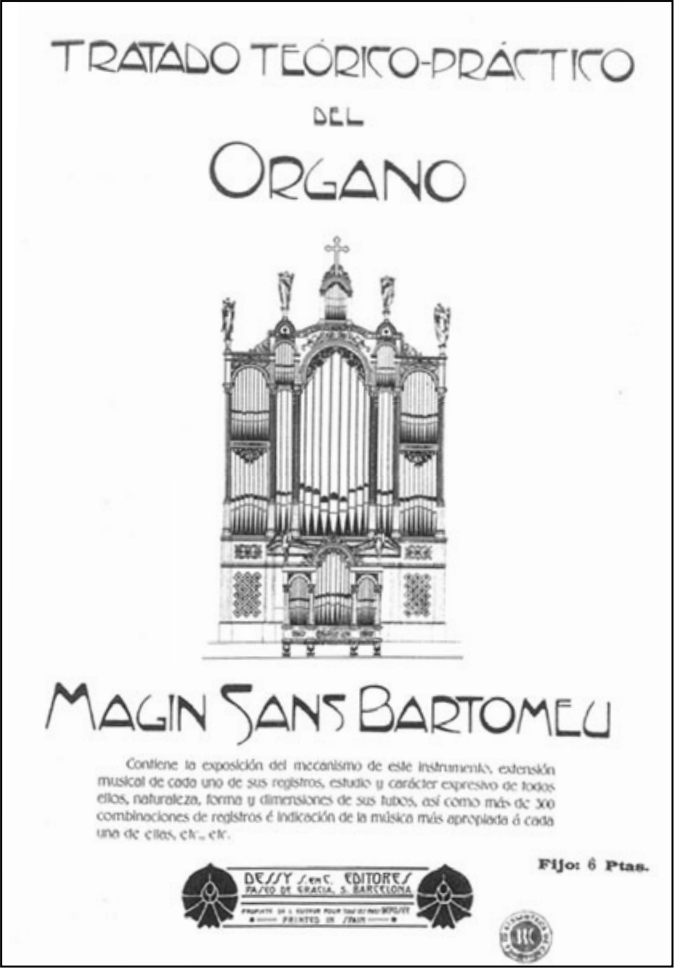
Tratado teórico-práctico del órgano. Biblioteca de Catalunya. Barcelona.

La seva obra és fonamentalment eclesiàstica, sobretot misses, i dins de la influència de l'escola rossiniana; algunes de les seves composicions (10 rosaris per a cor i orgue) es conserven al fons musical CdE (Fons de la basílica de Santa Maria de Castelló d'Empúries).
Magí Sans va ser un gran compositor de versets d'orgue. Ell mateix els va reunir en un volum que en conté 38, a més de dos quintets i un septimini. També hi inclou l'únic verset que coneixem del seu antecessor en el càrrec de mestre de capella, Jeroni Parera. Aquest llibre, els rosaris esmentats anteriorment, juntament amb una Missa de Rèquiem composta l'any 1876, són els únics manuscrits que ens han arribat d'aquest autor, gràcies als bons oficis de Joan Alemany (editor de la revista Scherzo), que va aconseguir-los del seu fill Valentí Sans. La resta de l'obra es va perdre després de la mort d'aquest. En els darrers anys, en algun llibreter de vell n'han aparegut els manuscrits d'algunes misses polifòniques.
A part dels seus reculls de melodies populars, algunes de les quals arribaren a l'Obra del Cançoner, les seves obres més importants van ser Estudios de Modulaciones i Tratado teórico-práctico del órgano, Dessy, Barcelona 1896.
Magí Sans i Bartomeu, en la portada de l'edició del Tratado teórico-práctico del órgano determina el seu contingut: “Contiene la exposición del mecanismo de este instrumento, extensión musical de cada uno de sus registros, estudio y carácter expresivo de todos ellos, naturaleza, forma y dimensiones de sus tubos, así como más de 300 combinaciones de registros é indicación de la música más apropiada á cada una de ellas, etc., etc.”